# Чемпіонат Донбасу з футболу 2015
Чемпіонат Донбасу з футболу 2015 — третій чемпіонат Донбасу з футболу. Відбувся на українській території Донецької та Луганської областей у травні-жовтні 2015 року. Переміг «Словхліб» (Слов'янськ), другий — «Хімік» (Сєвєродонецьк), третій — ФК «Кремінна».
| М  | Команда                        | І  | Пм | Н | Пр | М'ячі | О  |
| -- | ------------------------------ | -- | -- | - | -- | ----- | -- |
| 1. | «Словхліб» (Слов'янськ)        | 16 | 14 | 1 | 1  | 45-11 | 43 |
| 2. | «Хімік» (Сєвєродонецьк)        | 16 | 10 | 2 | 4  | 30-10 | 32 |
| 3. | ФК «Кремінна»                  | 16 | 7  | 6 | 3  | 35-18 | 27 |
| 4. | «Шахтар» ГП УК Краснолиманська | 16 | 8  | 3 | 5  | 20-18 | 27 |
| 5. | ФК «Дружківка»                 | 16 | 7  | 4 | 5  | 33-26 | 25 |
| 6. | «Сапфір» (Краматорськ)         | 16 | 4  | 6 | 6  | 19-21 | 18 |
| 7. | «КПЛ» (Костянтинівка)          | 16 | 3  | 4 | 9  | 19-42 | 13 |
| 8. | «Бахмут» (Артемівськ)          | 16 | 2  | 4 | 10 | 18-39 | 10 |
| 9. | «Локомотив» (Красний Лиман)    | 16 | 1  | 2 | 13 | 12-46 | 5  |